# Jürgen Remane
Jürgen Remane (* 1934 in Kiel; † 2004) war ein deutscher Geologe und Paläontologe. Er war Professor an der Université de Neuchâtel.

## Leben
Er war der Sohn des Zoologieprofessors Adolf Remane, erwarb 1954 in Plön sein Abitur und studierte in Kiel, in Grenoble und in Tübingen, wo er 1962 bei Otto Heinrich Schindewolf promoviert wurde. Er war beim schwedischen geologischen Dienst und Assistent in Göttingen, bevor er 1969 an die Université de Neuchâtel, an der er 1970 Privatdozent wurde, 1971 Assistenzprofessor und 1978 Professor.
Er befasste sich mit Mikropaläontologie und nutzte die Calpionellen für die Bestimmung der Grenze Jura-Kreide und die Biostratigraphie im oberen Jura und der unteren Kreide.
1992 bis 1994 war er Präsident der Paläontologischen Gesellschaft. Er war Generalsekretär und später Präsident der Internationalen Stratigraphie-Kommission (ICS). In dieser Funktion war er an der Revision der Richtlinien für die Erstellung stratigraphischer Standards (1996) und der Veröffentlichung der ersten internationalen stratigraphischen Übersicht (2000) beteiligt.
Ab 1997 war er Herausgeber der Revue de la Société Géologique Suisse und 1980 bis 1982 Präsident der Société Neuchàteloise des Sciences Naturelles.